# Карловиця
Карловиця (словен. Karlovica) — поселення в общині Велике Лаще, Осреднєсловенський регіон, Словенія. 
Висота над рівнем моря: 539,2 м.